# Elfershausen

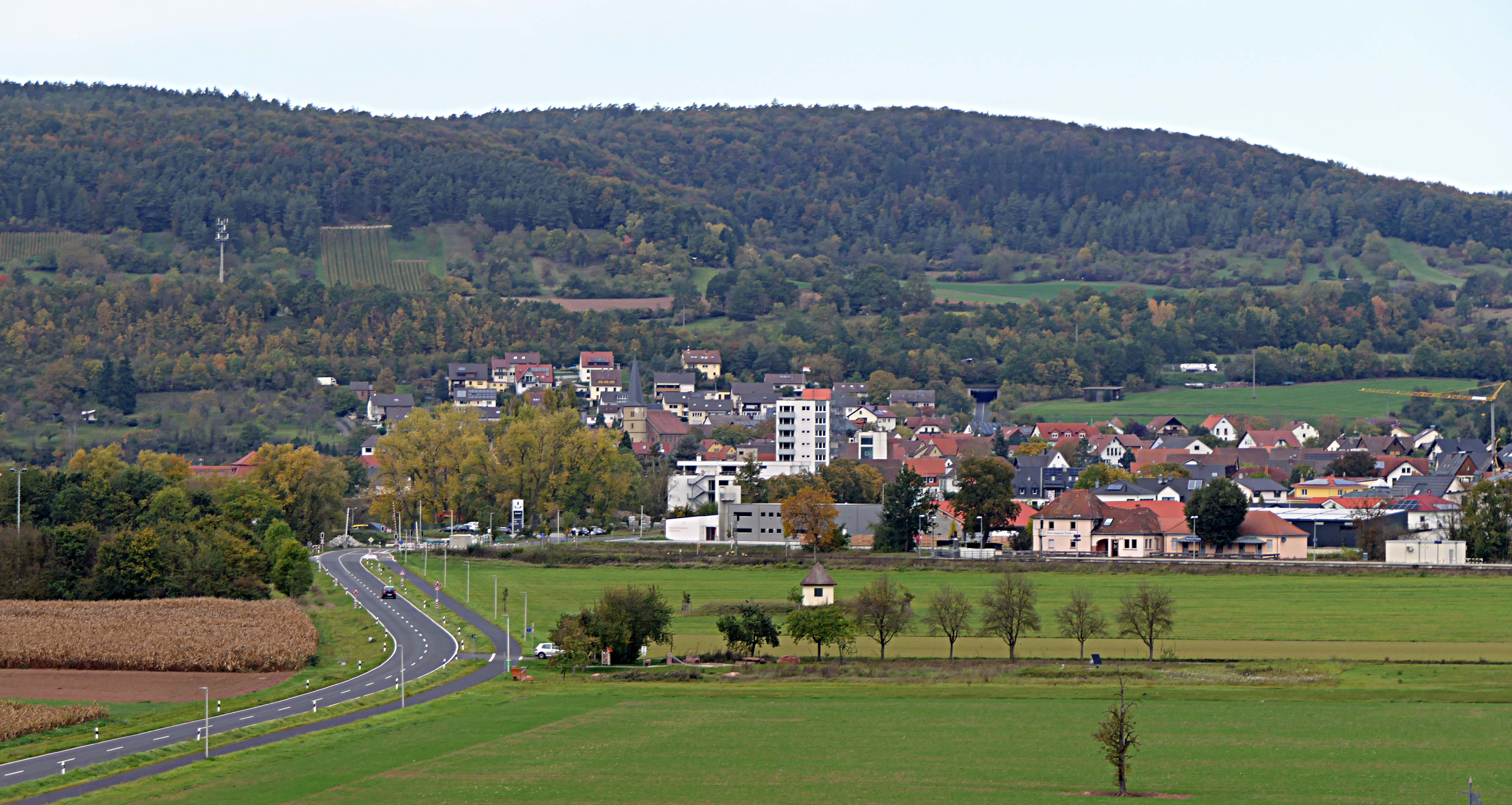
Elfershausen von Süden

Elfershausen ist ein Markt im unterfränkischen Landkreis Bad Kissingen und der Sitz der Verwaltungsgemeinschaft Elfershausen.

## Geografie

### Geografische Lage
Die Gemeinde liegt in der Region Main-Rhön.

### Gemeindegliederung
Es gibt sechs Gemeindeteile (in Klammern ist der Siedlungstyp angegeben):
- Elfershausen (Hauptort)
- Engenthal (Kirchdorf)
- Langendorf (Pfarrdorf)
- Machtilshausen (Pfarrdorf)
- Trimberg (Kirchdorf)
- Trimburg (Burg)

Es gibt die Gemarkungen Elfershausen, Engenthal, Langendorf, Machtilshausen und Trimberg.

## Name

### Etymologie
Der Name Elfershausen besteht aus dem Personennamen des Ortsgründers Adalfrid und einer Pluralform des althochdeutschen Grundwortes hûs, das Haus bedeutet.

### Frühere Schreibweisen
Frühere Schreibweisen des Ortes aus diversen historischen Karten und Urkunden:
| - 780 „Adalfrideshusom“ - 953 „Adalfideshusa“ - 1234 „Elfrichishusin“ - 1250 „Eliuereheshusin“ | - 1304 „Elfrichishusen“ - 1317 „Eilfrichshusen bei Trimpberg“ - 1335 „Elfershusen“ - 1555 „Elfershausen“ |

## Geschichte

### Bis zum 19. Jahrhundert
„Adalfrideshusom“ wurden im Jahr 780 als Schenkung an das Kloster Fulda urkundlich erwähnt. Das ehemalige Amt des Hochstiftes Würzburg wurde nach der Säkularisation 1803 zugunsten Bayerns 1805 Erzherzog Ferdinand von Toskana zur Bildung des Großherzogtums Würzburg überlassen und fiel mit diesem 1814 endgültig an Bayern.

### Eingemeindungen
- 1. April 1971: Trimberg und Engenthal[5]
- 1. Juli 1971: Machtilshausen[5]
- 1. Mai 1978: Langendorf[6]

### Religionen
Auf dem Gebiet der Gemeinde liegen die römisch-katholische Pfarrei Mariä Himmelfahrt Elfershausen mit Filialen St. Valentin Engenthal und St. Elisabeth Trimberg, die Pfarrei St. Vitus Langendorf und die Pfarrei St. Jakobus der Ältere Machtilshausen des Bistums Würzburg. Gemeinsam gehören sie der Pfarreiengemeinschaft Saalekreuz an.

### Einwohnerentwicklung
| Jahr | Einwohner |
| ---- | --------- |
| 1961 | 2599      |
| 1970 | 2818      |
| 1987 | 2877      |
| 1991 | 2953      |
| 1995 | 2903      |
| 2000 | 3033      |
| 2005 | 2988      |
| 2010 | 2873      |
| 2015 | 2822      |

Im Zeitraum 1988 bis 2018 sank die Einwohnerzahl von 2868 auf 2780 um 88 Einwohner bzw. um 3,1 %. 2002 hatte der Markt 3045 Einwohner.
Quelle: BayLfStat

## Politik

### Bürgermeister
Seit 1. Mai 2020 ist Johannes Krumm, nominiert von SPD und Freier Wählergemeinschaft, Erster Bürgermeister. Dieser wurde in der Stichwahl am 29. März 2020 mit 50,5 % der Stimmen gewählt. Seine Vorgänger waren
- Karl-Heinz Kickuth (SPD) von Mai 2014 bis April 2020 und
- Ludwig Neeb (CSU) bis April 2014.

### Gemeinderat
Nach der letzten Kommunalwahl am 15. März 2020 hat der Gemeinderat 14 Mitglieder. Die Wahlbeteiligung lag bei 78,12 %. Die Wahl brachte folgendes Ergebnis:
- CSU: 5 Sitze (35,5 %)
- SPD/Freie Wählergemeinschaft: 4 Sitze (27,1 %)
- Neue Liste Elfershausen: 3 Sitze (19,0 %)
- Bürgerliste Machtilshausen (BLM): 2 Sitze (18,3 %)

Gegenüber der Amtszeit 2014 bis 2020 mussten SPD/Freie Wählergemeinschaft sowie die Bürgerliste Machtilshausen jeweils ein Mandat abgeben; CSU und Neue Liste Elfershausen erhielten jeweils ein Mandat dazu.

### Wappen

#### Aktuell
| Wappen von Elfershausen | Blasonierung: „Geviert; 1: in Silber ein durchgehendes schwarzes Balkenkreuz; 2: in Rot zwei silberne Pfähle; 3: In Rot zwei silberne Balken; 4: in Rot drei gesenkte silberne Spitzen.“ |
| Wappen von Elfershausen | Wappenbegründung: Erst im Jahr 1978 wurde die Gemeinde in ihrer heutigen Größe gebildet. Die Wappen der Gemeinden Elfershausen, Langendorf, Trimberg und Engenthal gingen durch die Zusammenlegung verloren. Man beschloss jedoch Elemente aus diesen Wappen in das neue Wappen zu übernehmen. Aus dem Wappen von Langendorf stammt das schwarze fuldische Kreuz im ersten Feld. Es erinnert an die frühere Herrschaft des Fürststifts Fulda im Gemeindegebiet. Die silbernen Pfähle in Rot im zweiten Feld sind das Wappen der Herren von Trimberg, die bis zum Ende des 14. Jahrhunderts belegt sind. Die silbernen Balken in Rot im dritten Feld sind dem Wappen der Herren von Erthal entnommen. Sie sind im 12. Jahrhundert als Lehensleute des Stifts in Fulda und später auch der Grafen von Henneberg und des Hochstifts Würzburg belegt. Sie sind in Elfershausen seit 1454 nachgewiesen. Die drei silbernen Spitzen in Rot im vierten Feld sind das Wappen des Hochstifts Würzburg (Fränkischer Rechen), das neben Fulda im Gemeindegebiet ebenfalls Herrschaftsrechte besaß. Das Wappen wurde durch die Regierung von Unterfranken am 19. Juli 1985 verliehen. |

#### Vormalig

„Geteilt, oben in Rot zwei silberne Balken, unten in Blau eine eingekerbte, von Rot und Silber gevierte Fahne an goldener Stange an der Teilung“
Wappengeschichte: Das Wappen wurde der Gemeinde im Jahr 1959 verliehen. Die obere Wappenhälfte ist dem Wappen der Herren von Erthal entnommen. Sie besaßen viele Jahrhunderte lang große Besitzungen im Gemeindegebiet. Die Fahne (Rennfähnlein) im unteren Wappenteil weist auf die Herrschaft des Würzburger Hochstifts hin.

## Baudenkmäler

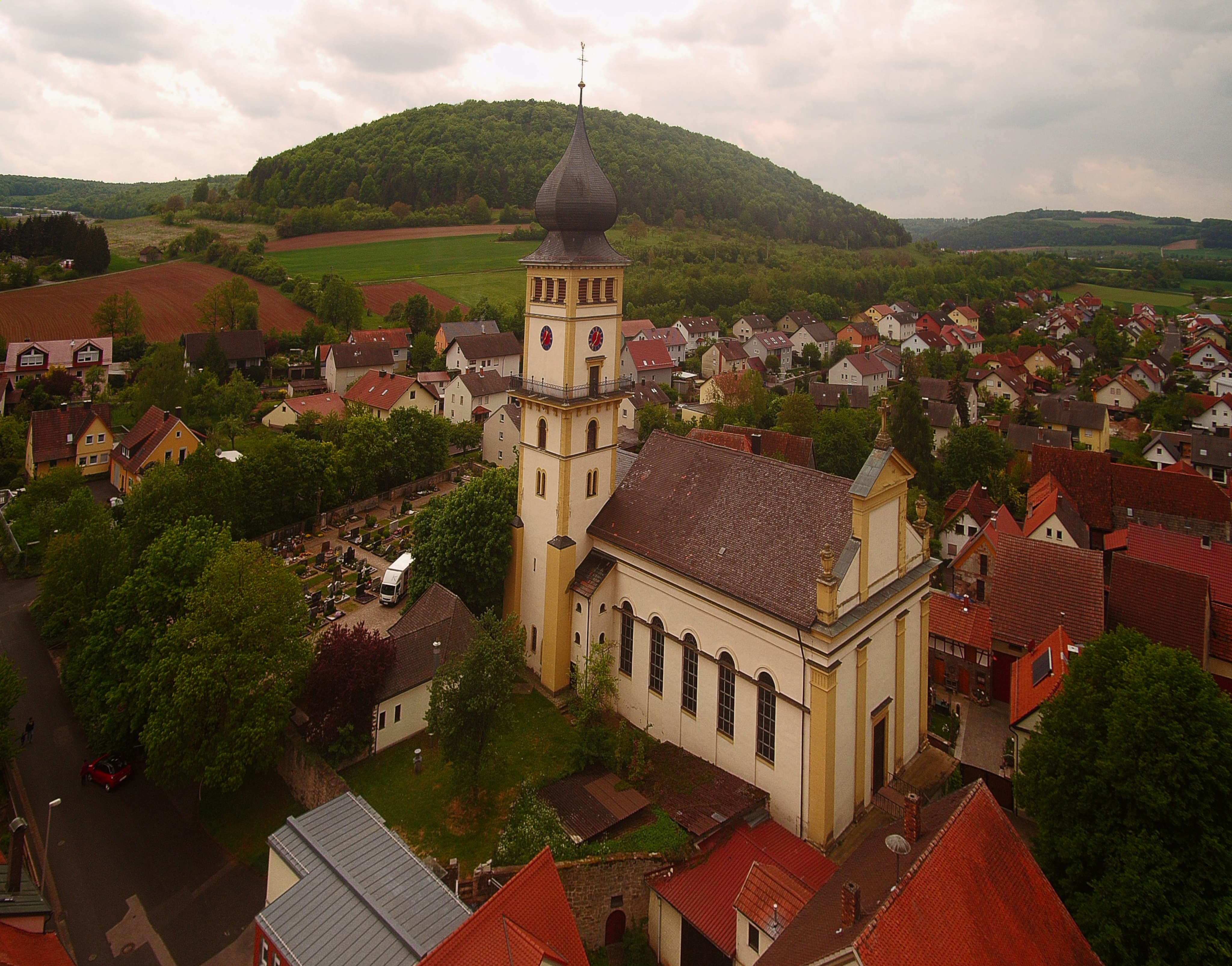
St.-Vitus-Kirche Langendorf

- St.-Vitus-Kirche Langendorf
- Trimburg
- Schloss von Elfershausen
- Schreinershaus in Machtilshausen

## Wirtschaft und Infrastruktur

### Wirtschaft einschließlich Land- und Forstwirtschaft
Im Jahr 1950 erwarb Kugelfischer ein Werk in Elfershausen, das unter anderem  Schwerpunktfertigungsstätte für spezielle Wälzlagerbauarten wurde. 2001 übernahm die Schaeffler-Gruppe FAG Kugelfischer. 2017 folgte die Schließung des Werkes mit zum Schluss 280 Mitarbeitern.
Es gab 2020 nach der amtlichen Statistik keine amtlichen Zahlen zu sozialversicherungspflichtig Beschäftigten im produzierenden Gewerbe oder im Bereich Handel und Verkehr. In sonstigen Wirtschaftsbereichen waren am Arbeitsort 140 Personen sozialversicherungspflichtig beschäftigt. Sozialversicherungspflichtig Beschäftigte am Wohnort gab es insgesamt 1160. Im verarbeitenden Gewerbe gab es keine, im Bauhauptgewerbe drei Betriebe. Zudem bestanden im Jahr 2016 36 landwirtschaftliche Betriebe mit einer landwirtschaftlich genutzten Fläche von 1441 Hektar, davon waren 1208 Hektar Ackerfläche und 225 Hektar Dauergrünfläche.

### Verkehr

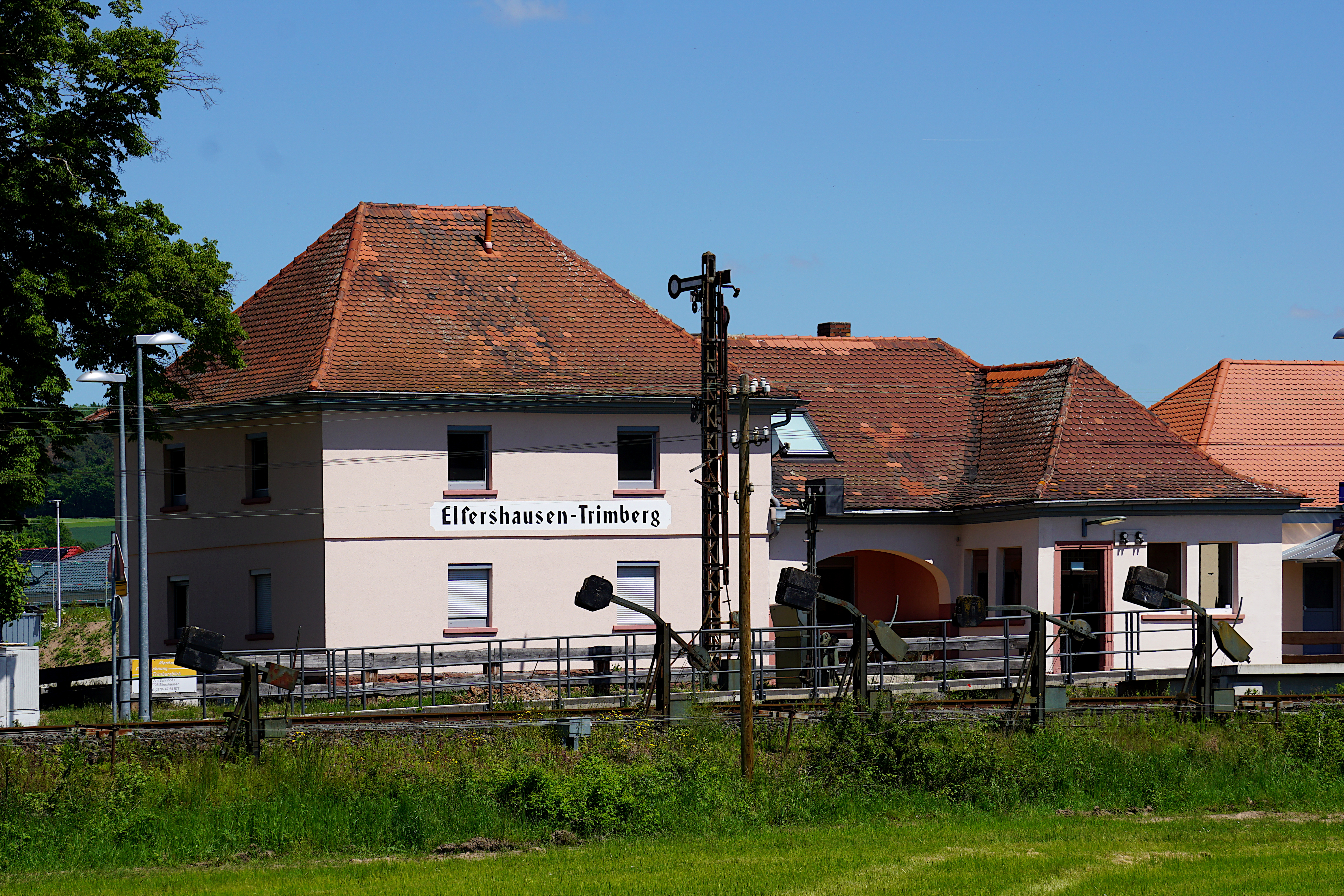
Haltepunkt Elfershausen-Trimberg

Der Teilort Elfershausen-Trimberg hat einen Haltepunkt an der Bahnstrecke Gemünden–Bad Kissingen, die von der Erfurter Bahn mit Dieseltriebwagen („Unterfranken-Shuttle“) zwischen Gemünden am Main und Schweinfurt Stadt bedient wird.

### Bildung
Es gibt folgende Einrichtungen (Stand: 2021):
- 135 Kindergartenplätze mit 119 Kindern
- Johannes-Petri-Volksschule Elfershausen-Langendorf (Grund- und Hauptschule mit Mittlere-Reife-Zug)

## Persönlichkeiten
- Johannes Petri (1441–1511), Buchdrucker
- Hans von Hutten (1486–1515), Stallmeister des Herzogs Ulrich von Württemberg